# سد شونسا
سد شونسا (به لاتین: Xonxa Dam) یک سد در آفریقای جنوبی است که در کیپ شرقی واقع شده‌است.